# Entimus imperialis
Entimus imperialis (nomeado, em inglês, Brazilian diamond beetle ou diamond weevil; na tradução para o português, "besouro diamante brasileiro" ou "gorgulho diamante") é um inseto da ordem Coleoptera e da família Curculionidae; um besouro cujo habitat são as florestas tropicais úmidas da região neotropical, distribuído no leste da América do Sul e endêmico à Região Sudeste do Brasil, em áreas de Mata Atlântica; descrito pelo naturalista alemão Johann Reinhold Forster, sob a denominação Curculio imperialis, em 1771; sua descrição publicada em latim na obra Novæ species insectorum. Centuria I. É citado como "um dos mais belos coleópteros do globo terrestre"; sendo considerados "verdadeiras joias vivas"; um espécime preservado intacto, em toda a sua beleza, parecendo estar cravejado de esmeraldas; o que torna essa espécie "bastante popular".

## Entimus
Ο gênero Entimus contém oito espécies descritas e foi proposto por Ernst Friedrich Germar em 1817, Entimus imperialis sendo a sua espécie-tipo.

## Descrição
Besouro relativamente grande, medindo até 3 centímetros de comprimento, o seu corpo e cabeça sendo negros, esta última com duas faixas esverdeadas. Protórax dotado de duas faixas longitudinais negras, divididas entre uma faixa central e flancos esverdeados. Escutelo pequeno e verde. Antenas negras. Élitros, próximos ao protórax, quase quadrangulares, estreitando-se até as extremidades; cobertos por diversas fileiras de depressões circulares que são preenchidas com escamas reflexivas que criam um efeito de pontos verdes, dourados e até mesmo avermelhados e azuis, devido à presença de um tipo cristais tridimensionais, denominados "cristais fotônicos", que se parecem muito com uma opala. Os cientistas estudam estas depressões desde a sua descoberta, no início do século XIX, mas, até a primeira metade do século XXI, ninguém sabia como é que elas refletiam tanta luz; uma nova investigação de alta tecnologia revelando que os "diamantes" em seu dorso são apenas isso: quitina em um arranjo semelhante à estrutura do diamante, otimizada para produzir iridescência. Essa característica coloração é provavelmente usada como camuflagem e para facilitar o reconhecimento entre os sexos. Além disso, existem algumas áreas verde-azuladas, também iridescentes, nas pernas. Abdômen verde, com anéis prateados. Por não apresentarem pigmentos químicos que esmaeçam, espécimes bem preservados continuam a produzir o seu brilho intacto.

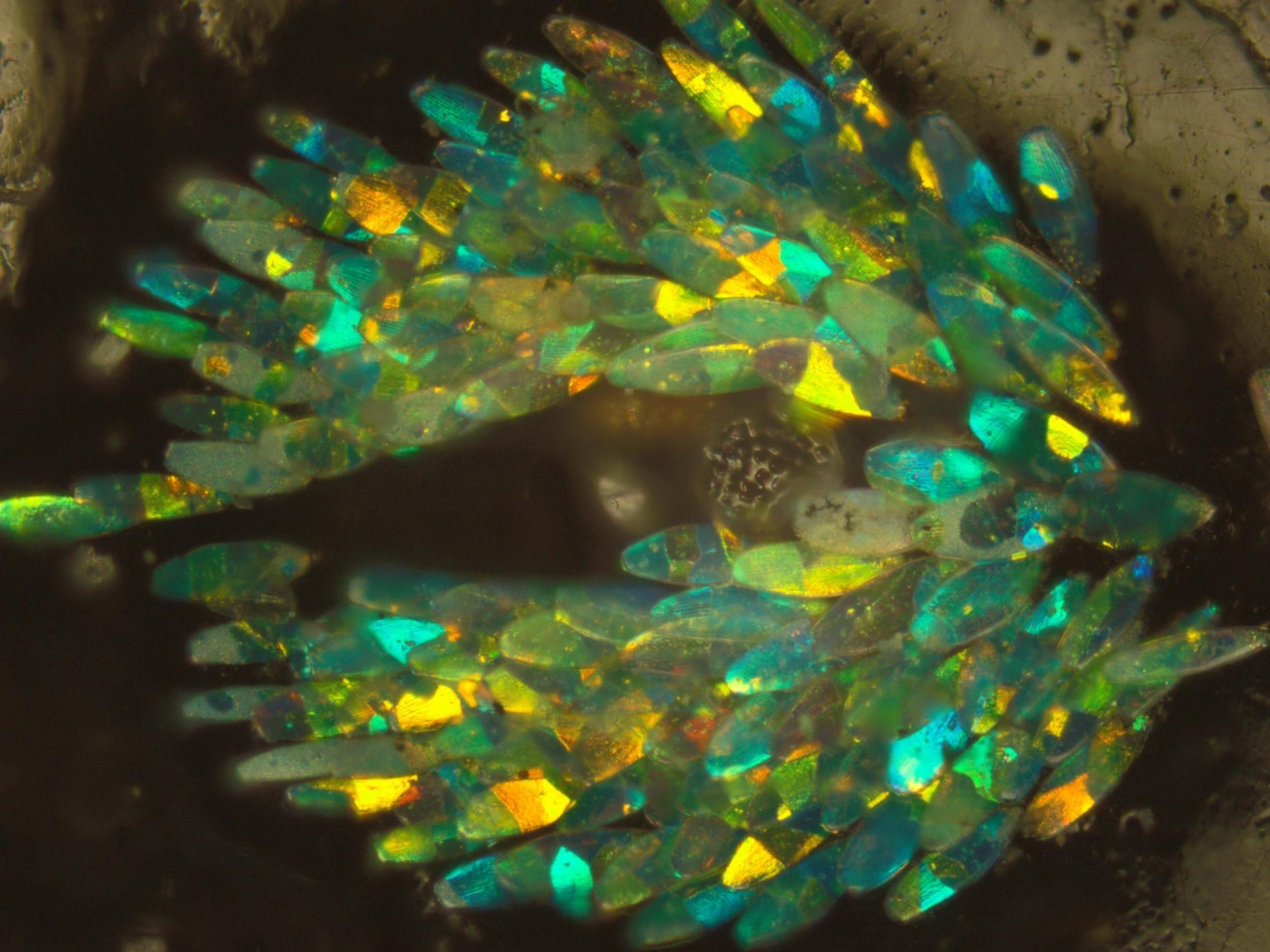
Escamas reflexivas e iridescentes nos élitros de E. imperialis; que criam um efeito de opala devido à presença dos "cristais fotônicos".
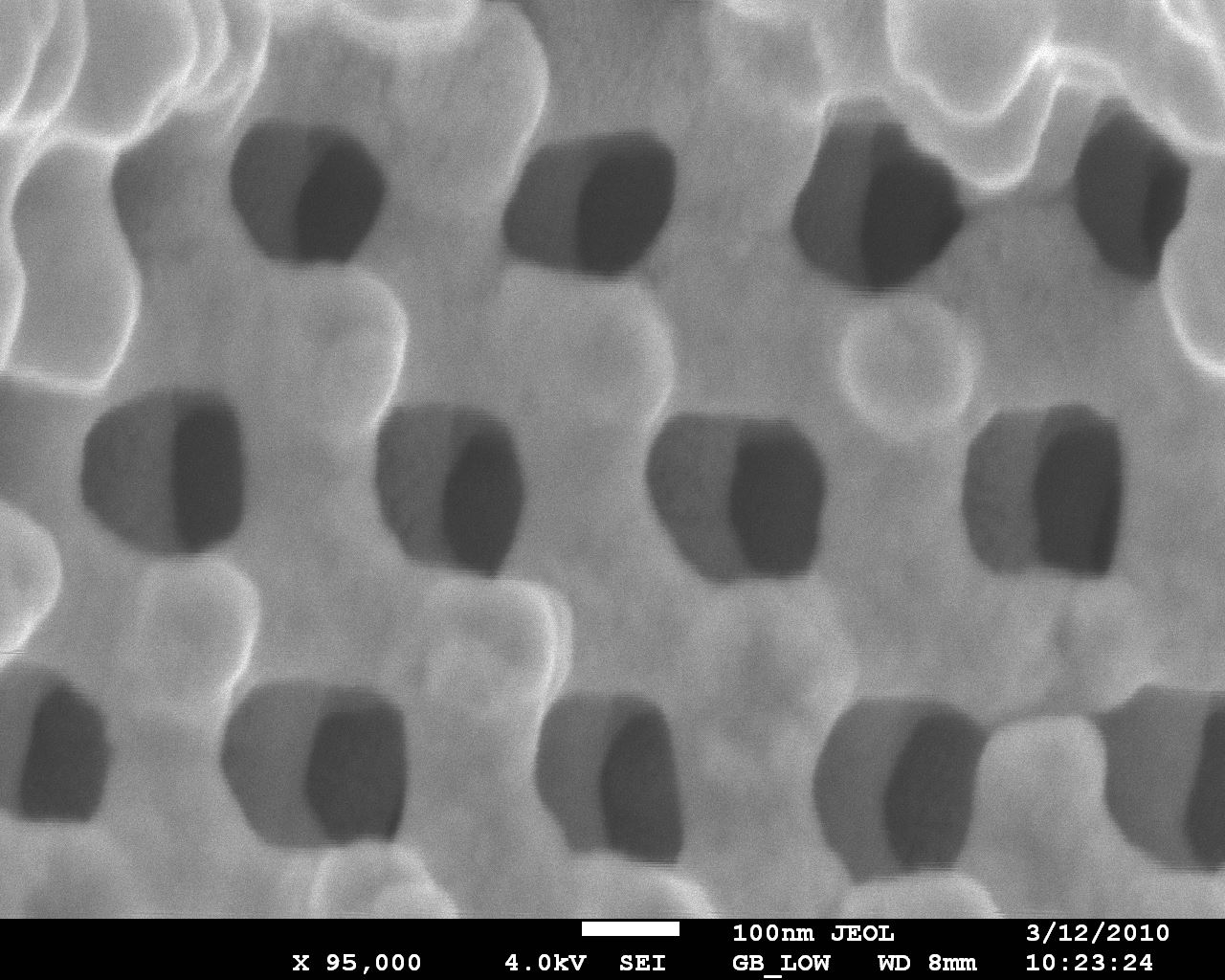
Microfotografia, em microscópio eletrônico, dos cristais fotônicos tridimensionais dentro das escamas de E. imperialis.
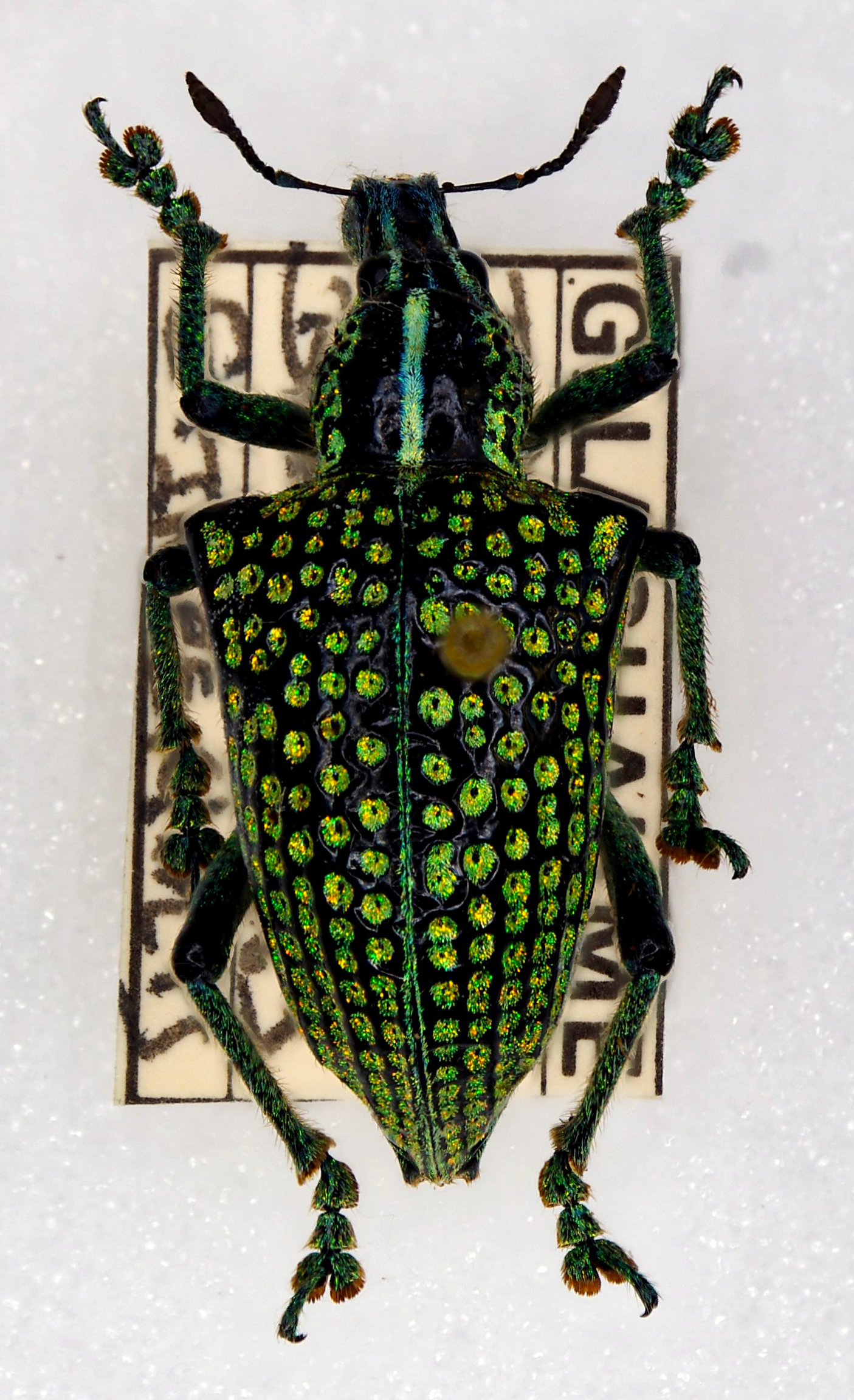
Por não apresentarem pigmentos químicos que esmaeçam, espécimes bem preservados continuam a produzir o seu brilho intacto.

Charles Darwin citou tais insetos "ornamentados com lindos tons metálicos ... esplêndidos besouros de diamante, que são protegidos por uma cobertura extremamente dura", em sua obra The Descent of Man, and Selection in Relation to Sex (1871).

## Habitat e hábitos
Parece se saber pouco sobre a sua ecologia. De acordo com texto publicado na Revista Chilena de Entomología (1951), o gênero Entimus parece ocorrer principalmente em áreas costeiras ou terras de baixa altitude, penetrando o interior através do curso dos rios. A mesma publicação cita que os hábitos alimentares dos adultos de Entimus imperialis podem estar associados às árvores de paineira (Chorisia) e embiriçu (Pseudobombax), de acordo com Bruch (1932), nada se comentando na ocasião sobre as suas larvas.

## Uso humano
No passado, esses besouros eram envoltos em ouro e apreciados como joias preciosas, podendo ter sido usados como adornos nos vestidos das noivas.